# Loučka (Olomouc)
Loučka (in tedesco Lautschka) è un comune della Repubblica Ceca facente parte del distretto di Olomouc, nella regione di Olomouc.